# Fälltjärnen (Nordmalings socken, Ångermanland)
Fälltjärnen är en sjö i Nordmalings kommun i Ångermanland och ingår i Öreälven-Leduåns kustområde. Sjön har en area på 0,138 kvadratkilometer och ligger 47 meter över havet. Sjön avvattnas av vattendraget Prästbäcken.

## Delavrinningsområde
Fälltjärnen ingår i det delavrinningsområde (706415-168465) som SMHI kallar för Ovan 706040-168454. Medelhöjden är 81 meter över havet och ytan är 12,32 kvadratkilometer. Det finns inga avrinningsområden uppströms utan avrinningsområdet är högsta punkten. Avrinningsområdets utflöde Prästbäcken mynnar i havet. Avrinningsområdet består mestadels av skog (77 procent) och sankmarker (18 procent). Avrinningsområdet har 0,14 kvadratkilometer vattenytor vilket ger det en sjöprocent på 1,1 procent.